# Coleoxestia julietae
Coleoxestia julietae är en skalbaggsart som beskrevs av Maria Helena M. Galileo och Martins 2007. Coleoxestia julietae ingår i släktet Coleoxestia och familjen långhorningar. Inga underarter finns listade i Catalogue of Life.